# Draft de la NBA de 2022
El Draft de l'NBA de 2022 es va celebrar el dijous 23 de juny de 2022 al Barclays Center de Brooklyn, Nova York. Els equips de la National Basketball Association (NBA) es van alternar per a seleccionar als jugadors del bàsquet universitari dels Estats Units i altres jugadors elegibles, incloent-hi els jugadors internacionals. La loteria del draft, per escollir l'odre en què els equips trien els jugadors, es va fer el 17 de maig, durant la celebració dels playoffs.

## Seleccions del draft
|  |  | Indica jugador que mai va jugar en la temporada regular i els playoffs de l'NBA |

| PG | Base | SG | Escorta | SF | Aler | PF | Ala Pivot | C | Pivot |

### Primera ronda

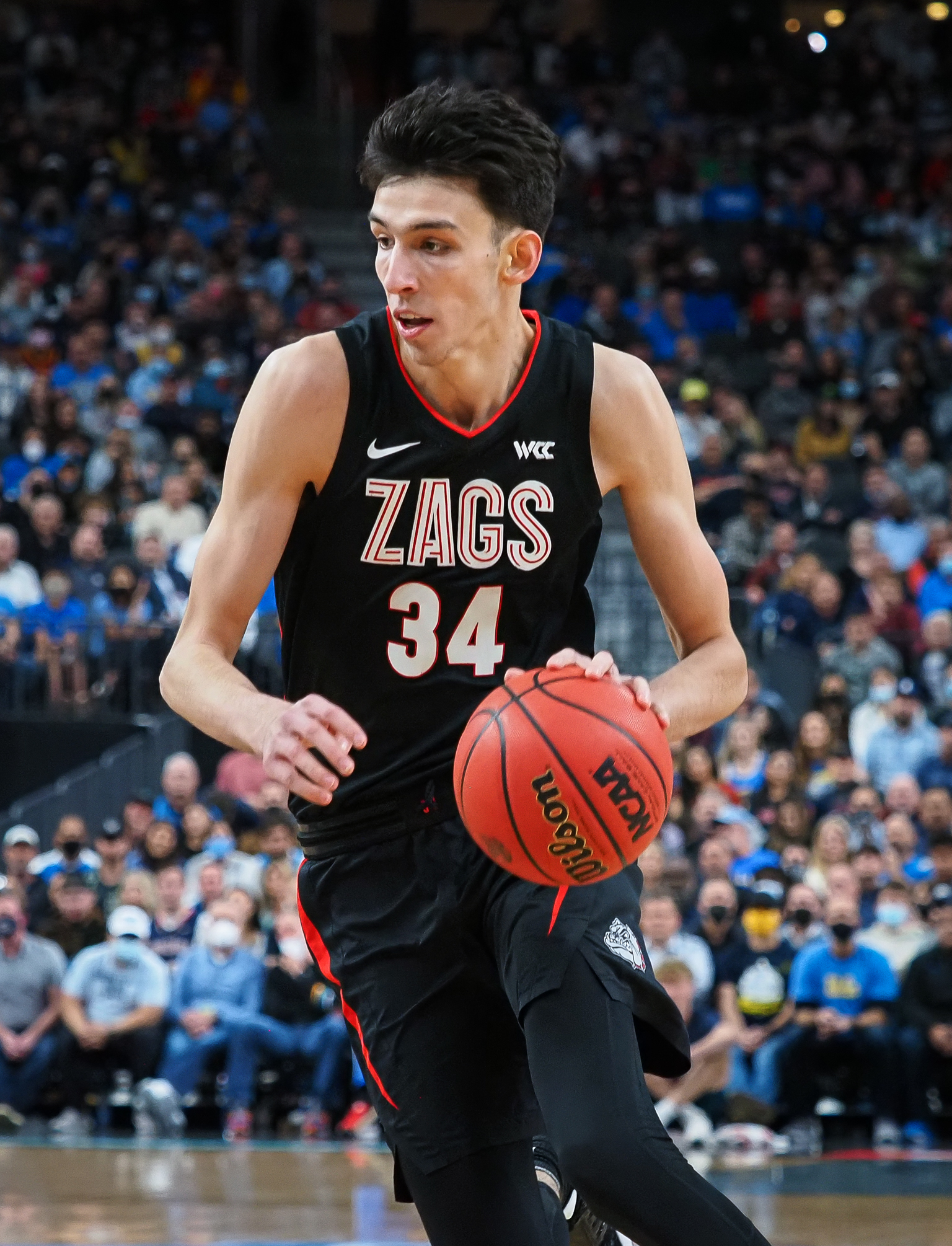
Chet Holmgren va ser triat en segona posició pels Oklahoma City Thunder.

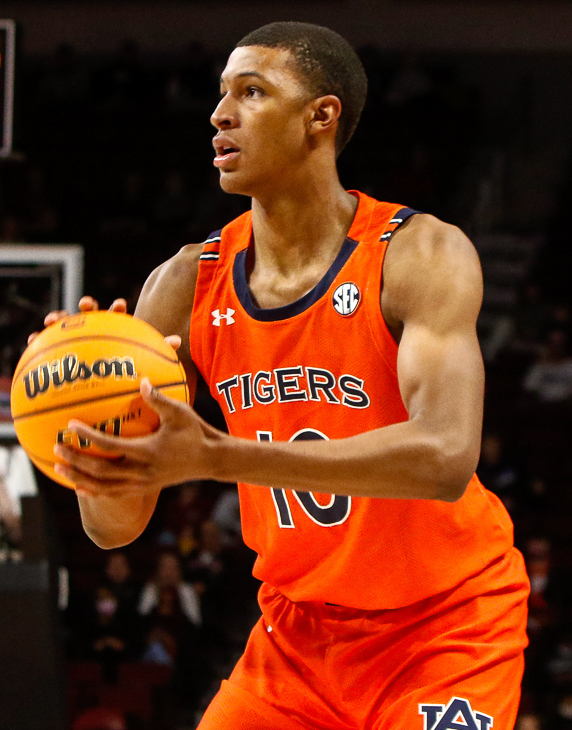
Jabari Smith Jr., seleccionat en tercera posició pels Houston Rockets.

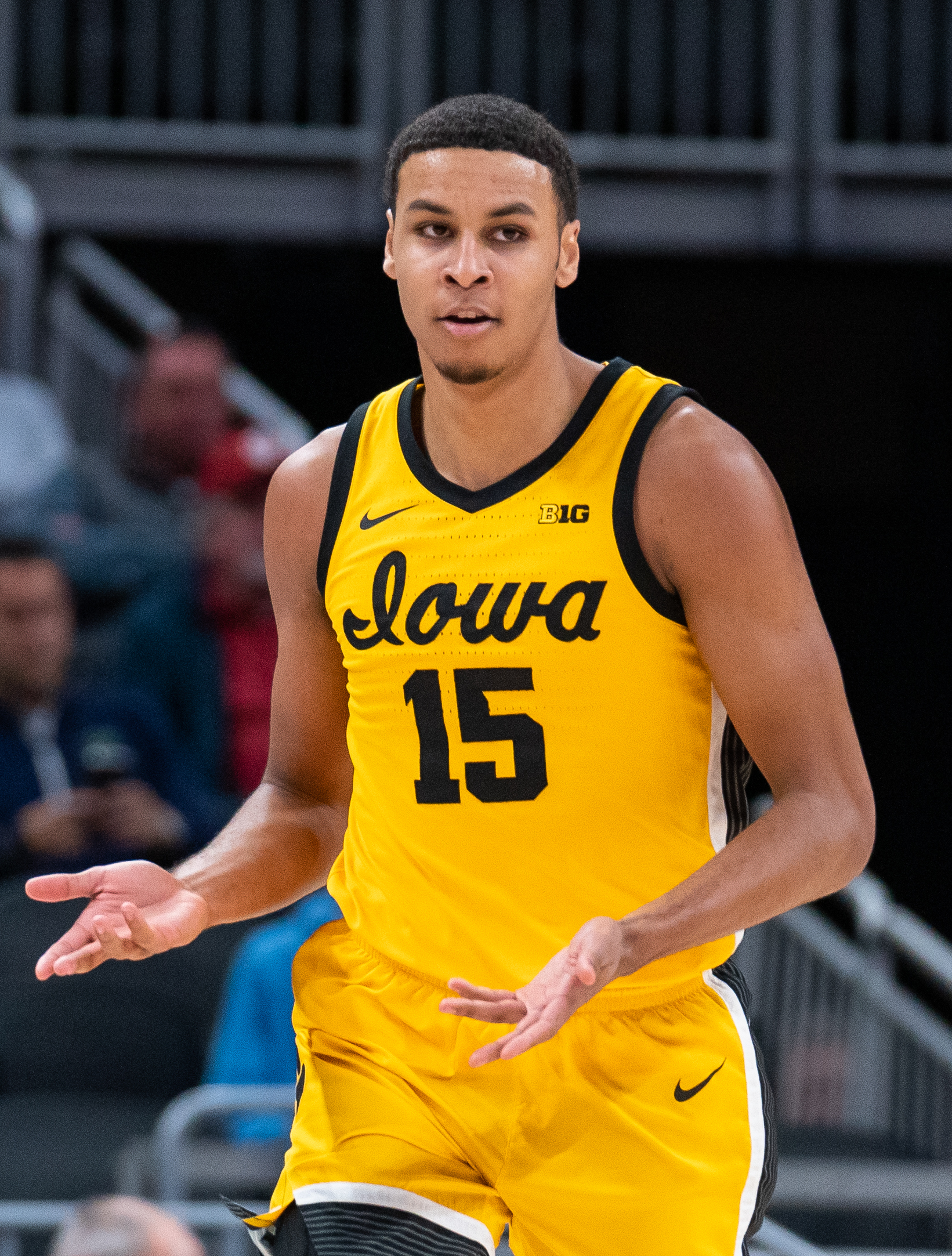
Keegan Murray va ser triat en quart lloc pels Sacramento Kings.

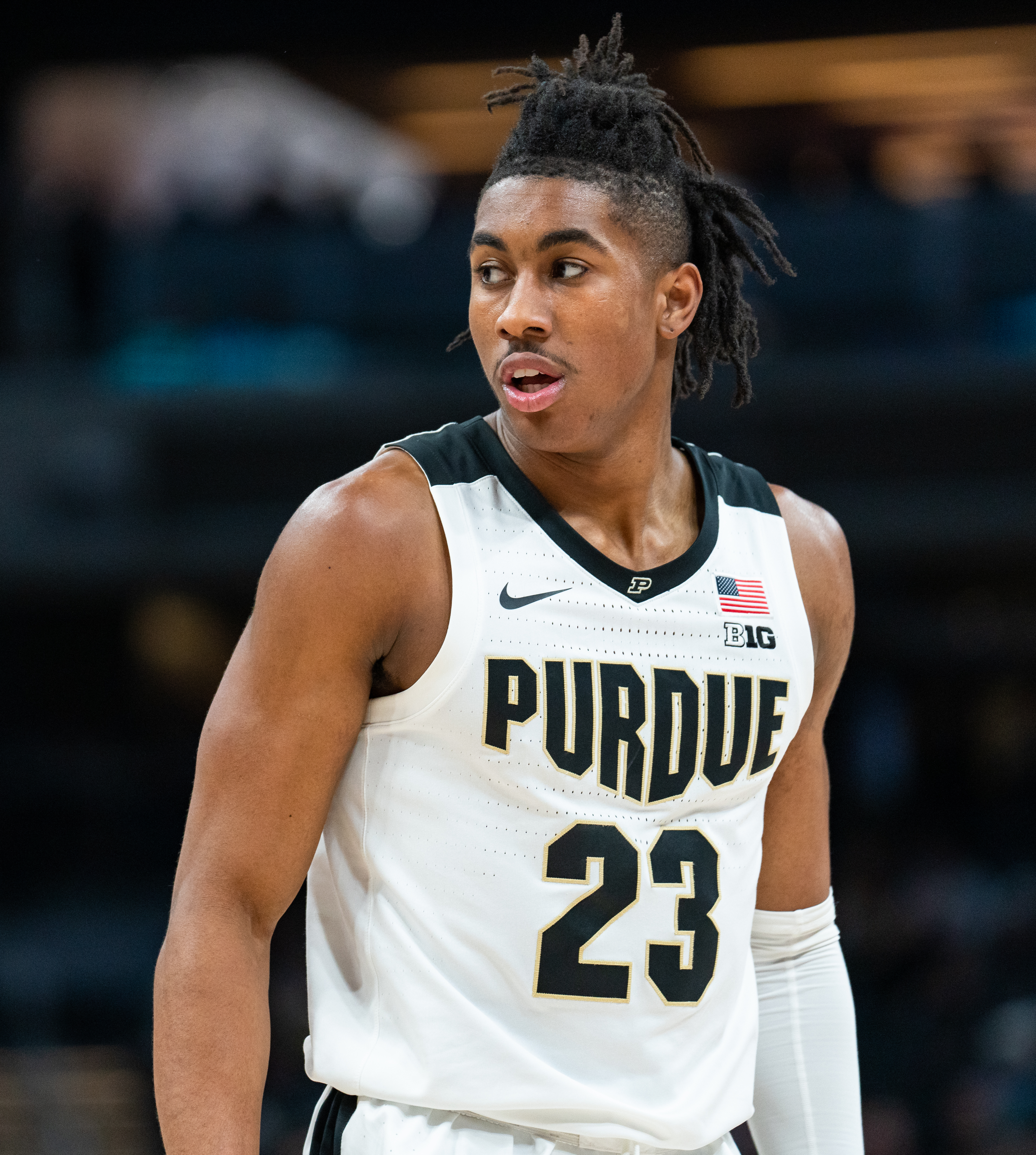
Jaden Ivey, triat en cinquè lloc pels Detroit Pistons.

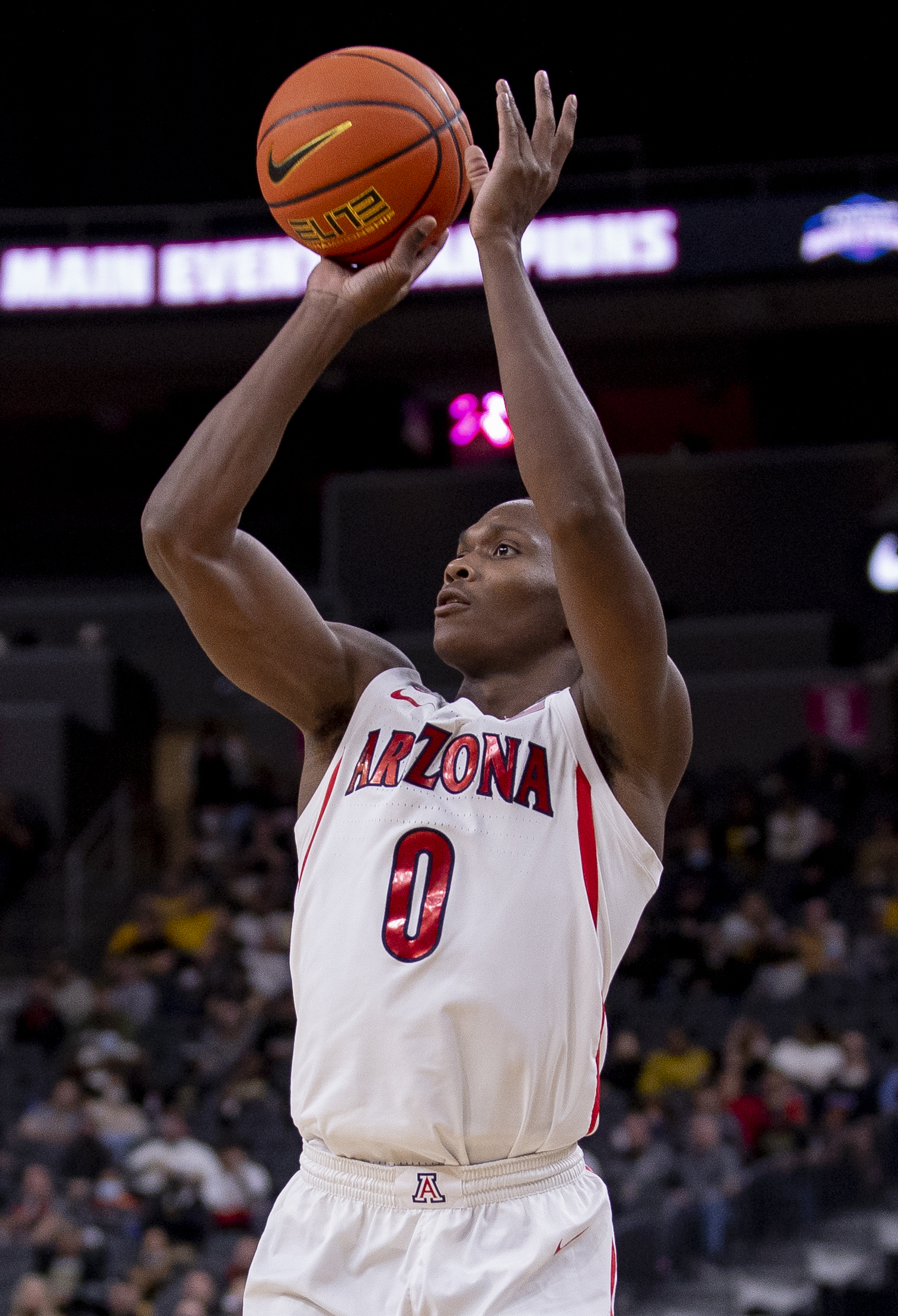
Bennedict Mathurin, seleccionat en sisena posició pels Indiana Pacers.

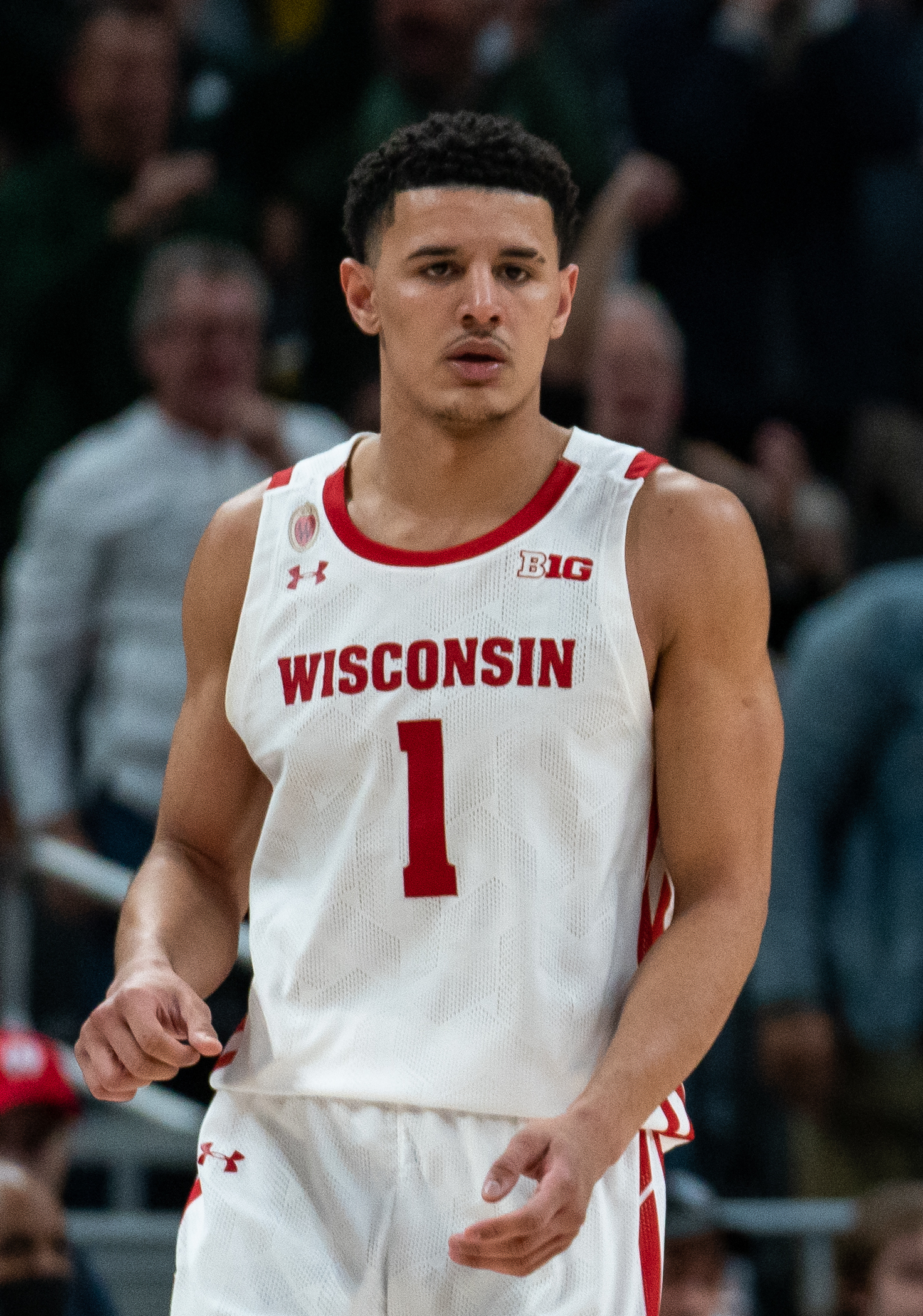
Johnny Davis, seleccionat en desena posició pels Washington Wizards.

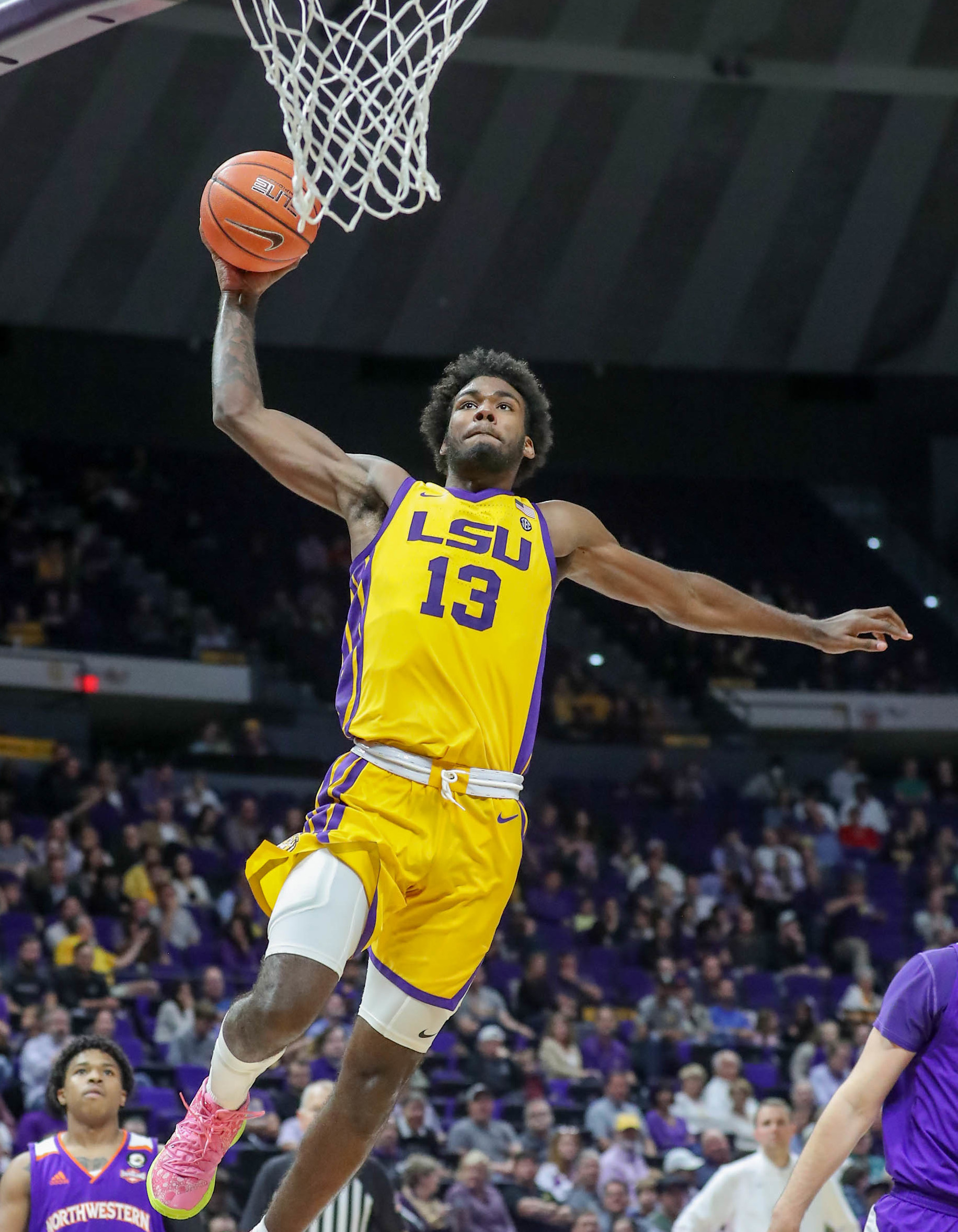
Tari Eason, seleccionat en dissetena posició pelsHouston Rockets.

| Pick | Jugador             | Pos.  | Nacionalitat                 | Equip                                  | Universitat / Club               |
| ---- | ------------------- | ----- | ---------------------------- | -------------------------------------- | -------------------------------- |
| 1    | Paolo Banchero      | PF    | Estats Units · Italia Italia | Orlando Magic                          | Duke                             |
| 2    | Chet Holmgren       | C/PF  | Estats Units                 | Oklahoma City Thunder                  | Gonzaga                          |
| 3    | Jabari Smith Jr.    | PF    | Estats Units                 | Houston Rockets                        | Auburn                           |
| 4    | Keegan Murray       | PF    | Estats Units                 | Sagrament Kings                        | Iowa                             |
| 5    | Jaden Ivey          | SG    | Estats Units                 | Detroit Pistons                        | Purdue                           |
| 6    | Bennedict Mathurin  | SG/SF | Canadà                       | Indiana Pacers                         | Arizona                          |
| 7    | Shaedon Sharpe      | SG    | Canadà                       | Portland Trail Blazers                 | Kentucky                         |
| 8    | Dyson Daniels       | PG/SG | Austràlia                    | Nova Orleans Pelicans (de la Lakers)   | G League Ignite (G League)       |
| 9    | Jeremy Sochan       | PF    | Polònia · Estats Units       | San Antonio Spurs                      | Baylor                           |
| 10   | Johnny Davis        | SG    | Estats Units                 | Washington Wizards                     | Wisconsin                        |
| 11   | Ousmane Dieng       | SF    | França                       | Nova York Knicks                       | New Zealand Breakers (Austràlia) |
| 12   | Halin Williams      | SG    | Estats Units                 | Oklahoma City Thunder (de la Clippers) | Santa Clara                      |
| 13   | Halin Durin         | C     | Estats Units                 | Charlotte Hornets                      | Memphis                          |
| 14   | Ochai Agbaji        | SG    | Estats Units                 | Cleveland Cavaliers                    | Kansas                           |
| 15   | Mark Williams       | C     | Estats Units                 | Charlotte Hornets (de Nova Orleans)    | Duke                             |
| 16   | AJ Griffin          | SF    | Estats Units                 | Atlanta Hawks                          | Duke                             |
| 17   | Tari Eason          | PF    | Estats Units                 | Houston Rockets (de Brooklyn)          | LSU                              |
| 18   | Dalen Terry         | SG    | Estats Units                 | Chicago Bulls                          | Arizona                          |
| 19   | Jake LaRavia        | SF    | Estats Units                 | Minnesota Timberwolves                 | Wake Forest                      |
| 20   | Malaki Branham      | SG    | Estats Units                 | San Antonio Spurs (de Toronto)         | Ohio State                       |
| 21   | Christian Braun     | SG    | Estats Units                 | Denver Delícies                        | Kansas                           |
| 22   | Walker Kessler      | C     | Estats Units                 | Memphis Grizzlies (de Utah)            | Auburn                           |
| 23   | David Roddy         | SF    | Estats Units                 | Philadelphia 76ers                     | Colorado State                   |
| 24   | MarJon Beauchamp    | SG    | Estats Units                 | Milwaukee Bucks                        | G League Ignite (G League)       |
| 25   | Blake Wesley        | SG    | Estats Units                 | San Antonio Spurs (de Boston)          | Notre Dame                       |
| 26   | Wendell Moore       | SF    | Estats Units                 | Dallas Mavericks                       | Duke                             |
| 27   | Nikola Jović        | SF    | Sèrbia                       | Miami Heat                             | Mega Mozzart (Sèrbia)            |
| 28   | Patrick Baldwin Jr. | PF    | Estats Units                 | Golden State Warriors                  | Milwaukee                        |
| 29   | TyTy Washington     | PG    | Estats Units                 | Memphis Grizzlies                      | Kentucky                         |
| 30   | Peyton Watson       | SF    | Estats Units                 | Oklahoma City Thunder (de Phoenix)     | UCLA                             |

### Segona ronda
| Pick             | Jugador            | Pos.             | Nacionalitat                   | Equipo                                                                | Universidad / Club                      |
| ---------------- | ------------------ | ---------------- | ------------------------------ | --------------------------------------------------------------------- | --------------------------------------- |
| 31               | Andrew Nembhard    | PG               | Canadà                         | Indiana Pacers (de Houston via Cleveland)                             | Gonzaga                                 |
| 32               | Caleb Houstan      | SF               | Canadà                         | Orlando Magic                                                         | Michigan                                |
| 33               | Christian Koloko   | C                | Camerun                        | Toronto Raptors (de Detroit via Chicago a Washington i a Sant Antoni) | Arizona                                 |
| 34               | Jaylin Williams    | PF               | Estats Units                   | Oklahoma City Thunder                                                 | Arkansas                                |
| 35               | Max Christie       | SG               | Estats Units                   | Los Angeles Lakers (d'Indiana via Milwaukee a Orlando)                | Michigan State                          |
| 36               | Gabriele Procida   | SG/SF            | Itàlia                         | Portland Trail Blazers                                                | Fortitudo Bologna (Itàlia)              |
| 37               | Jaden Hardy        | SG               | Estats Units                   | Sagrament Kings                                                       | G League Ignite (G League)              |
| 38               | Kennedy Chandler   | SG               | Estats Units                   | San Antonio Spurs (de la Lakers via Washington a Chicago)             | Tennessee                               |
| 39               | Khalifa Diop       | C                | Senegal                        | Cleveland Cavaliers (de Sant Antoni via Utah)                         | CB Gran Canària (Espanya)               |
| 40               | Bryce McGowens     | SG               | Estats Units                   | Minnesota Timberwolves (de Washington via Cleveland)                  | Nebraska                                |
| 41               | E.J. Liddell       | PF               | Estats Units                   | Nova Orleans Pelicans                                                 | Ohio State                              |
| 42               | Trevor Keels       | SG               | Estats Units                   | Nova York Knicks                                                      | Duke                                    |
| 43               | Moussa Diabaté     | PF               | França                         | Los Angeles Clippers                                                  | Michigan                                |
| 44               | Ryan Rollins       | SG               | Estats Units                   | Atlanta Hawks                                                         | Toledo                                  |
| 45               | Josh Minott        | PF               | Estats Units                   | Charlotte Hornets                                                     | Memphis                                 |
| 46               | Ismaël Kamagate    | C                | França                         | Detroit Pistons (de Brooklyn)                                         | Paris Basketball (França)               |
| 47               | Vince Williams Jr. | SG/SF            | Estats Units                   | Memphis Grizzlies (de Cleveland)                                      | VCU                                     |
| 48               | Kendall Brown      | SF               | Estats Units                   | Minnesota Timberwolves                                                | Baylor                                  |
| 49               | Isaiah Mobley      | PF               | Estats Units                   | Cleveland Cavaliers (de Chicago via Detroit a Memphis i a Sagrament)  | USC                                     |
| 50               | Matteo Spagnolo    | PG/SG            | Itàlia                         | Minnesota Timberwolves (de Denver via Philadelphia)                   | Vanoli Cremona (Itàlia)                 |
| 51               | Tyrese Martin      | SG               | Estats Units                   | Golden State Warriors (de Toronto via Philadelphia)                   | UConn                                   |
| 52               | Karlo Matković     | C                | Croàcia · Bòsnia i Hercegovina | Nova Orleans Pelicans (de Utah)                                       | Mega Mozzart (Sèrbia)                   |
| 53               | JD Davison         | PG               | Estats Units                   | Boston Celtics                                                        | Alabama                                 |
| Selecció perduda | Selecció perduda   | Selecció perduda | Selecció perduda               | Milwaukee Bucks                                                       | Milwaukee Bucks                         |
| Selecció perduda | Selecció perduda   | Selecció perduda | Selecció perduda               | Miami Heat (de Philadelphia via Denver)                               | Miami Heat (de Philadelphia via Denver) |
| 54               | Yannick Nzosa      | C                | R.D. del Congo                 | Washington Wizards (de Dallas)                                        | CB Màlaga (Espanya)                     |
| 55               | Gui Santos         | SF               | Brasil                         | Golden State Warriors                                                 | Mines Tênis Clube (el Brasil)           |
| 56               | Luke Travers       | SG               | Austràlia                      | Cleveland Cavaliers (de Miami via Indiana)                            | Perth Wildcats (Austràlia)              |
| 57               | Jabari Walker      | PF               | Estats Units                   | Portland Trail Blazers (de Memphis via Utah)                          | Colorado                                |
| 58               | Hugo Besson        | PG               | França                         | Indiana Pacers (de Phoenix)                                           | New Zealand Breakers (Austràlia)        |

## Jugadors sense complir tots els cicles universitaris
Els jugadors llistats en negreta han indicat públicament que han contractat agents, o tenen plans de fer-ho, per la qual cosa són ja inelegibles per a una nova temporada en el bàsquet universitari en 2022–23.
- Max Abmas – G, Oral Roberts (junior)
- Efe Abogidi – C, Washington State (sophomore)
- Fardaws Aimaq – C, Utah Valley (redshirt junior)
- Kaodirichi Akobundu-Ehiogu – F, UT Arlington (redshirt junior)
- Tez Allen – F, Southern Oregon (redshirt junior)
- Avery Anderson III – G, Oklahoma State (junior)
- Patrick Baldwin Jr. – F, Milwaukee (freshman)
- / Paolo Banchero – F, Duke (freshman)
- Khalif Battle – G, Temple (junior)
- James Bishop – G, George Washington (junior)
- Henry Blair Jr. – G, Bob Jones (SC) (junior)
- Malaki Branham – G/F, Ohio State (freshman)
- Christian Braun – G, Kansas (junior)
- Keion Brooks Jr. – F, Kentucky (junior)
- Jordan Brown – F, Louisiana (junior)
- Kendall Brown – G/F, Baylor (freshman)
- Tyler Burton – F, Richmond (junior)
- John Butler – F, Florida State (freshman)
- Jared Bynum – G, Providence (redshirt junior)
- Toumani Camara – F, Dayton (junior)
- Dylan Cardwell – C, Auburn (sophomore)
- Sincere Carry – G, Kent State (redshirt junior)
- Julian Champagnie – G/F, St. John's (junior)
- Kennedy Chandler – G, Tennessee (freshman)
- Max Christie – G, Michigan State (freshman)
- Kofi Cockburn – C, Illinois (junior)
- Jalen Cook – G, Tulane (sophomore)
- Johnny Davis – G/F, Wisconsin (sophomore)
- JD Davison – G, Alabama (freshman)
- / Dhieu Deing – G, UTSA (junior)
- Moussa Diabaté – F, Michigan (freshman)
- Dylan Disu – F, Texas (junior)
- Jalen Duren – C, Memphis (freshman)
- Kevin Easley Jr. – F, Duquesne (redshirt junior)
- Tari Eason – F, LSU (sophomore)
- Boogie Ellis – G, USC (junior)
- Aaron Estrada – G, Hofstra (junior)
- Tyson Etienne – G, Wichita State (junior)
- BJ Fitzgerald – G, Virginia State (redshirt junior)
- Adam Flagler – G, Baylor (redshirt junior)
- Allen Flanigan – G, Auburn (junior)
- Joe French – G, Bethune–Cookman (redshirt sophomore)
- Ques Glover – G, Samford (junior)
- A. J. Green – G, Northern Iowa (redshirt junior)
- Adrian Griffin Jr. – F, Duke (freshman)
- Quincy Guerrier – F, Oregon (junior)
- Mouhamed Gueye – F, Washington State (freshman)
- Jordan Hall – G/F, Saint Joseph's (sophomore)
- Chet Holmgren – C/F, Gonzaga (freshman)
- Jaelen House – G, New Mexico (junior)
- Caleb Houstan – G/F, Michigan (freshman)
- Harrison Ingram – F, Stanford (freshman)
- Jaden Ivey – G, Purdue (sophomore)
- Trayce Jackson-Davis – F, Indiana (junior)
- Josiah-Jordan James – G, Tennessee (junior)
- Jaden Jones – G/F, Rutgers (redshirt freshman)
- Johnny Juzang – G, UCLA (junior)
- Trevor Keels – G, Duke (freshman)
- Walker Kessler – C, Auburn (sophomore)
- Christian Koloko – C, Arizona (junior)
- / Kuany Kuany – F, California (sophomore)
- Jake LaRavia – F, Wake Forest (junior)
- Hyunjung Lee – G/F, Davidson (junior)
- Justin Lewis – F, Marquette (sophomore)
- E. J. Liddell – F, Ohio State (junior)
- Kenneth Lofton Jr. – F, Louisiana Tech (sophomore)
- B. J. Mack – F/C, Wofford (junior)
- Bennedict Mathurin – G, Arizona (sophomore)
- Kevin McCullar – G, Texas Tech (redshirt junior)
- Bryce McGowens – G, Nebraska (freshman)
- Mike Miles – G, TCU (freshman)
- / Josh Minott – F, Memphis (freshman)
- Isaiah Mobley – F, USC (junior)
- Aminu Mohammed – G, Georgetown (freshman)
- Iverson Molinar – G, Mississippi State (junior)
- Omari Moore – G, San Jose State (junior)
- Wendell Moore – F, Duke (junior)
- Isiaih Mosley – G, Missouri State (junior)
- Caleb Murphy – G, South Florida (sophomore)
- Keegan Murray – F, Iowa (sophomore)
- Kris Murray – F, Iowa (sophomore)
- Lamar Norman Jr. – G, Western Michigan (redshirt junior)
- Shareef O'Neal – F, LSU (junior)
- Nick Ongenda – C, DePaul (junior)
- Scotty Pippen Jr. – G, Vanderbilt (junior)
- Zyon Pullin – G, UC Riverside (junior)
- / Lester Quiñones – G, Memphis (junior)
- Orlando Robinson – F, Fresno State (junior)
- David Roddy – F, Colorado State (junior)
- Dennis Rodman Jr. – G, Washington State (sophomore)
- Marcus Sasser – G, Houston (junior)
- Baylor Scheierman – G, South Dakota State (junior)
- Dereon Seabron – G, NC State (redshirt sophomore)
- Jaden Shackelford – G, Alabama (junior)
- Shaedon Sharpe – G, Kentucky (freshman)
- Grant Sherfield – G, Nevada (junior)
- KJ Simon – G, UT Martin (redshirt junior)
- Jabari Smith Jr. – F, Auburn (freshman)
- Jamari Smith – F, Queens (NC) (redshirt junior)
- Malachi Smith – G, Chattanooga (redshirt junior)
- Terquavion Smith – G, NC State (freshman)
- // Jeremy Sochan – F, Baylor (freshman)
- Julian Strawther – F, Gonzaga (sophomore)
- AJ Taylor – F, Grambling State (redshirt junior)
- Dalen Terry – G, Arizona (sophomore)
- Drew Timme – F, Gonzaga (junior)
- Jacob Toppin – F, Kentucky (junior)
- Santiago Véscovi – G, Tennessee (junior)
- Jabari Walker – F, Colorado (sophomore)
- Michael Wang – G, Penn (freshman)
- TyTy Washington – G, Kentucky (freshman)
- Peyton Watson – G/F, UCLA (freshman)
- Blake Wesley – G, Notre Dame (freshman)
- Donovan Williams – G/F, UNLV (junior)
- Jalen Williams – G, Santa Clara (junior)
- Jaylin Williams – F, Arkansas (sophomore)
- Mark Williams – C, Duke (sophomore)
- Jalen Wilson – F, Kansas (redshirt sophomore)
- Isaiah Wong – G, Miami (junior)
- Jahmir Young – G, Charlotte (junior)

## Jugadors internacionals
- Ibou Dianko Badji – C, Força Lleida (España)
- Aleksander Balcerowski – C, Gran Canaria (España)
- Hugo Besson – G, New Zealand Breakers (Australia)
- Kay Bruhnke – G, Medi Bayreuth (Alemania)
- Malcolm Cazalon – G, Mega Mozzart (Serbia)
- Ousmane Dieng – F, New Zealand Breakers (Australia)
- Tom Digbeu – G/F, Brisbane Bullets (Australia)
- Khalifa Diop – C, Herbalife Gran Canaria (España)
- Lovro Gnjidić – G, Cibona (Croatia)
- Fallou Gueye – G, US Ouakam (Senegal)
- Justus Hollatz – G, Hamburg Towers (Alemania)
- Zvonimir Ivišić – F, SC Derby (Montenegro)
- Millán Jiménez – G, Valencia (España)
- Nikola Jović – F, Mega Mozzart (Serbia)
- Ismael Kamagate – C, Paris Basketball (Francia)
- Yannick Kraag – G/F, Joventut Badalona (España)
- Zsombor Maronka – F/C, Joventut Badalona (España)
- Karlo Matković – C, Mega Mozzart (Serbia)
- Leo Menalo – F, Stella Azzurra (Italia)
- Leonard Miller – F, Fort Erie International Academy (Canadá)
- / Mario Nakić – F, MoraBanc Andorra (España)
- Yannick Nzosa – C, Unicaja (España)
- Leonardo Okeke – C, Junior Casale (Italia)
- Jaime Pradilla – C, Valencia (España)
- Gabriele Procida – G, Fortitudo Bologna (Italia)
- Žiga Samar – G, Urbas Fuenlabrada (España)
- Gui Santos – F, Minas (Brasil)
- Pavel Savkov – F, Saski Baskonia (España)
- Luka Ščuka – F, Cedevita Olimpija (Eslovenia)
- Kai Sotto – C, Adelaide 36ers (Australia)
- Matteo Spagnolo – G, Vanoli Cremona (Italia)
- Emil Stoilov – C, Movistar Estudiantes (España)
- Matthew Strazel – G, ASVEL (Francia)
- Giorgos Tanoulis – C, Promitheas Patras (Grecia)
- Luke Travers – G/F, Perth Wildcats (Australia)
- Keye van der Vuurst de Vries – G, Oostende (Bélgica & Holanda)
- Luc Van Slooten – F, Löwen Braunschweig (Alemania)
- Nicolas Vanel – G, Monaco (Francia)
- Fedor Žugić – G, ratiopharm Ulm (Alemania)

## Loteria del draft
El sorteig de la loteria del draft es va celebrar el 17 de maig de 2022, durant la celebració dels playoffs.
|  | Indica els resultat final de la loteria |

| Equip                  | Récord 2021-22 | Oport. | Probabilitats en la loteria | Probabilitats en la loteria | Probabilitats en la loteria | Probabilitats en la loteria | Probabilitats en la loteria | Probabilitats en la loteria | Probabilitats en la loteria | Probabilitats en la loteria | Probabilitats en la loteria | Probabilitats en la loteria | Probabilitats en la loteria | Probabilitats en la loteria | Probabilitats en la loteria | Probabilitats en la loteria |
| Equip                  | Récord 2021-22 | Oport. | 1r                          | 2n                          | 3r                          | 4t                          | 5è                          | 6è                          | 7è                          | 8è                          | 9è                          | 10è                         | 11è                         | 12è                         | 13è                         | 14è                         |
| ---------------------- | -------------- | ------ | --------------------------- | --------------------------- | --------------------------- | --------------------------- | --------------------------- | --------------------------- | --------------------------- | --------------------------- | --------------------------- | --------------------------- | --------------------------- | --------------------------- | --------------------------- | --------------------------- |
| Houston Rockets        | 20–62          | 140    | 14.0%                       | 13.4%                       | 12.7%                       | 11.9%                       | 47.9%                       | -                           | -                           | -                           | -                           | -                           | -                           | -                           | -                           | -                           |
| Orlando Magic          | 22–60          | 140    | 14.0%                       | 13.4%                       | 12.7%                       | 11.9%                       | 27.8%                       | 20.1%                       | -                           | -                           | -                           | -                           | -                           | -                           | -                           | -                           |
| Detroit Pistons        | 23–59          | 140    | 14.0%                       | 13.4%                       | 12.7%                       | 11.9%                       | 14.8%                       | 26.0%                       | 7.1%                        | -                           | -                           | -                           | -                           | -                           | -                           | -                           |
| Oklahoma City Thunder  | 24–58          | 115    | 11.5%                       | 11.4%                       | 11.2%                       | 11.0%                       | 7.4%                        | 27.1%                       | 18.0%                       | 2.4%                        | -                           | -                           | -                           | -                           | -                           | -                           |
| Indiana Pacers         | 25–57          | 115    | 11.5%                       | 11.4%                       | 11.2%                       | 11.0%                       | 2.0%                        | 18.2%                       | 25.5%                       | 8.6%                        | 0.6%                        | -                           | -                           | -                           | -                           | -                           |
| Portland Trail Blazers | 27–55          | 90     | 9.0%                        | 9.2%                        | 9.4%                        | 9.6%                        | -                           | 8.6%                        | 29.7%                       | 20.6%                       | 3.4%                        | 0.2%                        | -                           | -                           | -                           | -                           |
| Sacramento Kings       | 30–52          | 75     | 7.5%                        | 7.8%                        | 8.1%                        | 8.5%                        | -                           | -                           | 19.8%                       | 33.9%                       | 13.0%                       | 1.4%                        | <0.1%                       | -                           | -                           | -                           |
| Los Angeles Lakers     | 33–49          | 45     | 4.5%                        | 4.8%                        | 5.2%                        | 5.7%                        | -                           | -                           | -                           | 34.5%                       | 36.2%                       | 8.5%                        | 0.5%                        | <0.1%                       | -                           | -                           |
| San Antonio Spurs      | 34–48          | 45     | 4.5%                        | 4.8%                        | 5.2%                        | 5.7%                        | -                           | -                           | -                           | -                           | 46.4%                       | 29.4%                       | 3.9%                        | 0.1%                        | <0.1%                       | -                           |
| Washington Wizards     | 35–47          | 45     | 4.5%                        | 4.8%                        | 5.2%                        | 5.7%                        | -                           | -                           | -                           | -                           | -                           | 60.6%                       | 17.9%                       | 1.2%                        | <0.1%                       | <0.1%                       |
| New York Knicks        | 37–45          | 17     | 1.7%                        | 1.9%                        | 2.1%                        | 2.4%                        | -                           | -                           | -                           | -                           | -                           | -                           | 77.6%                       | 13.9%                       | 0.5%                        | <0.1%                       |
| Los Angeles Clippers   | 42–40          | 16     | 1.6%                        | 1.8%                        | 2.0%                        | 2.2%                        | -                           | -                           | -                           | -                           | -                           | -                           | -                           | 84.8%                       | 7.5%                        | 0.1%                        |
| Charlotte Hornets      | 43–39          | 12     | 1.2%                        | 1.3%                        | 1.5%                        | 1.7%                        | -                           | -                           | -                           | -                           | -                           | -                           | -                           | -                           | 92.0%                       | 2.3%                        |
| Cleveland Cavaliers    | 44–38          | 5      | 0.5%                        | 0.6%                        | 0.6%                        | 0.7%                        | -                           | -                           | -                           | -                           | -                           | -                           | -                           | -                           | -                           | 97.6%                       |